# Дубойс (округ)

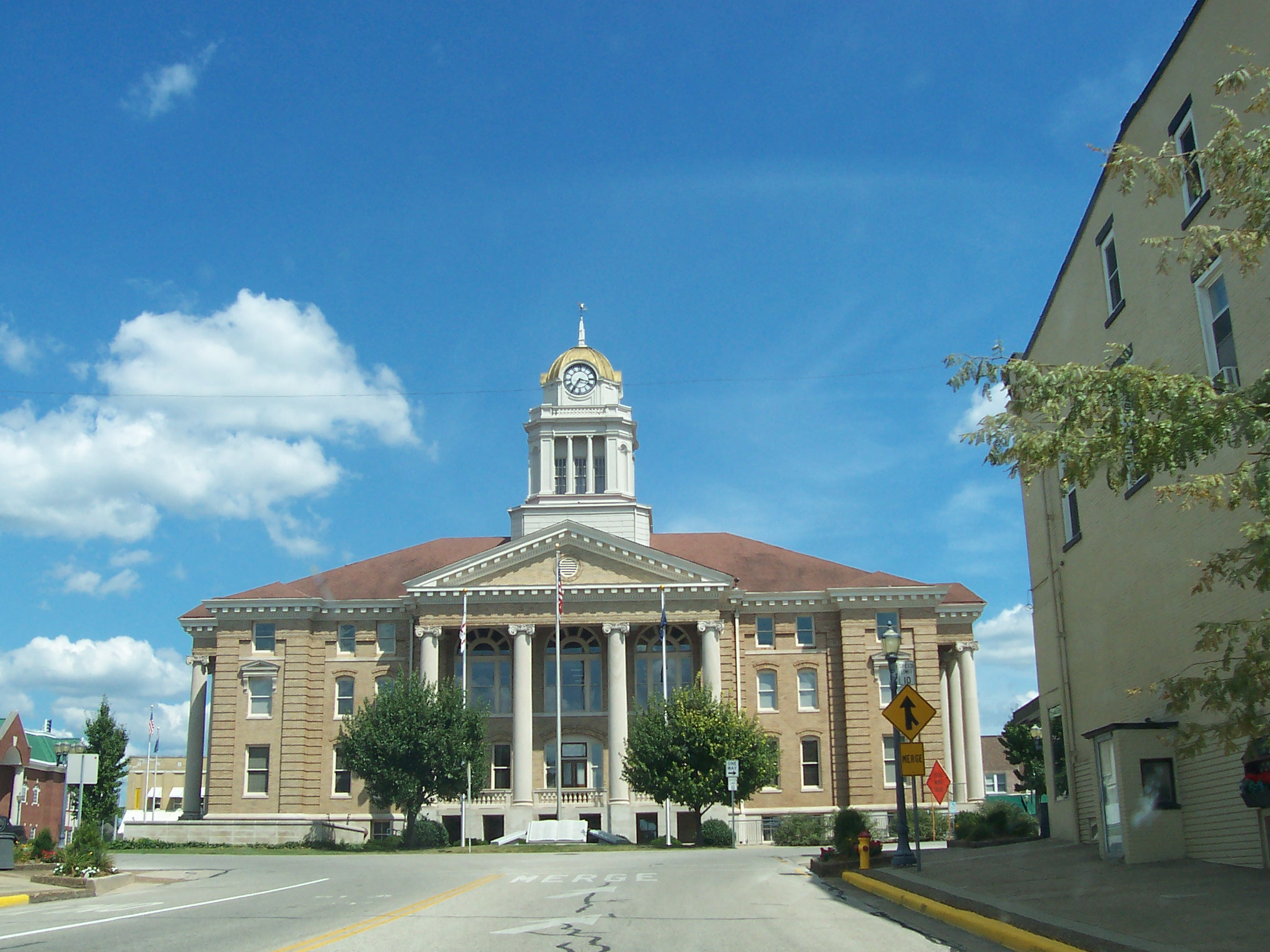
Здание окружного суда в городе Джаспер

Дубо́йс (англ. Dubois County) — округ в штате Индиана, США. Официально образован в 1818 году. По состоянию на 2010 год, численность населения составляла 41 889 человек.

## География
По данным Бюро переписи США, общая площадь округа равняется 1 127,506 км2, из которых 1 106,630 км2 суша и 20,875 км2 или 1,850 % это водоёмы.

## Население
По данным переписи населения 2000 года в округе проживает 39 674 жителей в составе 14 813 домашних хозяйств и 10 739 семей. Плотность населения составляет 36,00 человек на км2. На территории округа насчитывается 15 511 жилых строений, при плотности застройки около 14,00-ти строений на км2. Расовый состав населения: белые — 97,54 %, афроамериканцы — 0,14 %, коренные американцы (индейцы) — 0,10 %, азиаты — 0,20 %, гавайцы — 0,04 %, представители других рас — 1,51 %, представители двух или более рас — 0,47 %. Испаноязычные составляли 2,78 % населения независимо от расы.
В составе 37,10 % из общего числа домашних хозяйств проживают дети в возрасте до 18 лет, 61,80 % домашних хозяйств представляют собой супружеские пары проживающие вместе, 7,40 % домашних хозяйств представляют собой одиноких женщин без супруга, 27,50 % домашних хозяйств не имеют отношения к семьям, 23,50 % домашних хозяйств состоят из одного человека, 9,90 % домашних хозяйств состоят из престарелых (65 лет и старше), проживающих в одиночестве. Средний размер домашнего хозяйства составляет 2,63 человека, и средний размер семьи 3,13 человека.
Возрастной состав округа: 27,40 % моложе 18 лет, 7,90 % от 18 до 24, 29,80 % от 25 до 44, 22,10 % от 45 до 64 и 22,10 % от 65 и старше. Средний возраст жителя округа 36 лет. На каждые 100 женщин приходится 97,80 мужчин. На каждые 100 женщин старше 18 лет приходится 96,30 мужчин.